# اورسته بیلانچیا
اورسته بیلانچیا (ایتالیایی: Oreste Bilancia؛ ‏ ۲۴ سپتامبر ۱۸۸۱ – ۳۱ اکتبر ۱۹۴۵) یک بازیگر اهل پادشاهی ایتالیا بود. 
از فیلم‌هایی که وی در آن نقش داشته است، می‌توان به سه احمق خوش‌شانس، کرم شب‌تاب، میخانه سرخ، دون پاسکواله، روسینی، عذاب عشق، ترانه یک دریانورد و هدا گابلر اشاره کرد.